# Přemysl Bičovský
Přemysl Bičovský (* 18. August 1950 in Košťany, Tschechoslowakei) ist ein ehemaliger tschechischer Fußballspieler und derzeitiger Fußballtrainer.

## Spielerkarriere
Bičovský spielte in seiner Jugend für Jiskra Košťany, mit 17 Jahren wechselte er zu Sklo Union Teplice wo er, mit Ausnahme seiner Wehrdienstzeit bei Dukla Prag, bis 1976 blieb. 1973/74 war er mit 17 Toren bester Torschütze. 1976 wechselte Bičovský zu Bohemians Prag, mit dem er 1983 die Meisterschaft gewann. Mit 33 Jahren durfte er ins westliche Ausland wechseln und spielte von 1983 bis 1986 für den SC Eisenstadt. Anschließend lief er drei Spielzeiten lang für den VfB Mödling auf. 1989 bis 1993 war er Spielertrainer beim ASK Ybbs.
In der 1. Tschechoslowakischen Liga schoss Bičovský 106 Tore.
Für die Tschechoslowakische Fußballnationalmannschaft machte Bičovský 45 Spiele, in denen er elf Tore schoss. Er nahm an der Weltmeisterschaft 1982 in Spanien teil.

## Trainerkarriere
1993 begann Bičovský als Trainer der B-Mannschaft des FK Teplice und übernahm anschließend die A-Mannschaft. 1998 trainierte er den FC Chomutov und Lokomotíva Česká Lípa. Von 1999 bis 2001 arbeitete er wieder beim FC Chomutov. 2001/02 übernahm Bičovský den SK Buldoci Karlovy Vary-Dvory, 2002/03 coachte er die Mannschaft von SIAD Braňany. 2003/04 war er Trainer des FK SIAD Most B, ab 2004 trainierte er die A-Mannschaft, mit der er in die 1. Liga aufstieg. Im Dezember 2005 wurde er entlassen, zur Saison 2006/07 übernahm er die Mannschaft des Zweitligisten Chmel Blšany. Nach einer schwierigen Vorrunde gelang ihm mit seiner Mannschaft der Klassenerhalt.
Von Mitte 2007 bis März 2008 coachte der Tscheche den slowakischen Erstligisten MFK Ružomberok, in der Saison 2008/09 war er Jugendtrainer beim Viertligisten SK Roudnice nad Labem. Zur Saison 2009/10 übernahm Bičovský den Zweitligisten FC Zenit Čáslav. Seit Juli 2010 ist Bičovský Trainer des Fünftligisten TJ Proboštov. Im August 2012 benötigt der Zweitligist FK Ústí nad Labem einen neuen Trainer und holt Přemysl Bičovský zurück in den Profifußball.